# Tiarajudens
Tiarajudens (лат.) (букв. зуб из Тиараю) — вымерший род терапсид из средней перми Бразилии.
Описан в 2011 году, типовой и единственный вид — Tiarajudens eccentricus.

## Описание
Tiarajudens — аномодонт среднего размера. Длина его черепа 22,5 см. Общая длина животного — около одного метра. Характерной особенностью этого животного являются длинные клыки, длина каждого из них — 12 сантиметров. Такие клыки были только в верхней челюсти. Передние зубы листовидные, что говорит о растительноядности данного существа. Глазницы крупные. Клыки, возможно, предназначались для схваток между самцами или для устрашения хищников. Нёбные зубы широкие. На верхней челюсти 21 зуб, эти зубы высокие.
Размерами Tiarajudens напоминал большую собаку, обладал короткой мордой, и являлся травоядным терапсидом.
Обитал вместе с Provelosaurus americanus.